# Solanum campaniforme
Solanum campaniforme är en potatisväxtart som beskrevs av Johann Jakob Roemer och Schult.. Solanum campaniforme ingår i släktet skattor som ingår i familjen potatisväxter. Inga underarter finns listade i Catalogue of Life.